# Puente George Washington
El puente George Washington (del inglés: George Washington Bridge), conocido informalmente como el GW Bridge, el GWB, el GW, o el George es un puente colgante que se extiende sobre el río Hudson para conectar Washington Heights en el borough de Manhattan en la ciudad de Nueva York y Fort Lee en Nueva Jersey por medio de la Interestatal 95, la US 1/US 9/US 46, que se encuentran completamente en Nueva Jersey y terminan a la mitad del puente en la frontera estatal. 
El GWB es considerado uno de los puentes más transitados del mundo en términos de tráfico vehicular. En 2007, el puente soportó el tránsito de 107.912.000 vehículos, según la Autoridad Portuaria de Nueva York y Nueva Jersey, la agencia gubernamental biestatal que es propietaria y opera varios puentes, túneles y aeropuertos del área.

## Descripción

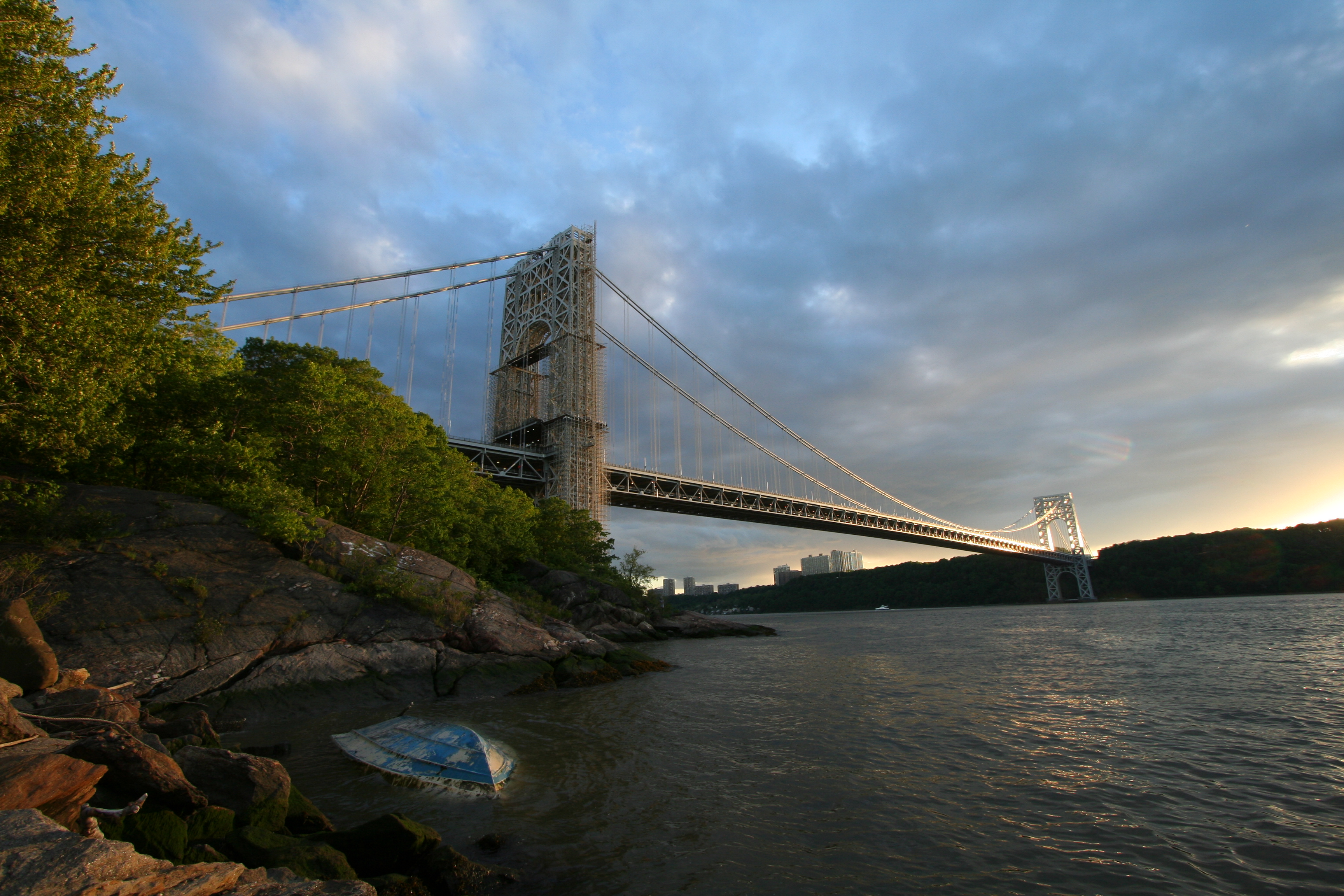
El puente, mirando al sur al atardecer desde el lado neoyorquino del río Hudson

El puente George Washington fue diseñado por el ingeniero civil jefe Othmar Ammann, el ingeniero de diseño Allston Dana,  y el ingeniero jefe adjunto Edward W. Stearns, con Cass Gilbert como arquitecto consultor. Conecta Fort Lee en Bergen County, Nueva Jersey, con Washington Heights en Manhattan, Nueva York. La construcción del puente requirió 113 000 toneladas cortas (100 892,9 LT; 102 511,9 t) de acero fabricado; 28 000 toneladas cortas (25 000 LT; 25 401,2 t) de alambre, que se extiende 106 000 millas (170 590 km); y 20 000 toneladas cortas (17 857,1 LT; 18 143,7 t) de mampostería.

### Cubiertas
El puente soporta 14 carriles de tráfico, siete en cada dirección. Como tal, el puente George Washington contiene más carriles vehiculares que cualquier otro puente colgante, y es el puente vehicular más transitado del mundo. Los catorce carriles del puente se dividen de manera desigual en dos niveles: el nivel superior contiene ocho carriles, mientras que el nivel inferior contiene seis carriles. El nivel superior se inauguró el 25 de octubre de 1931, y tiene 90 pies (27,4 m) de ancho. El nivel superior tenía originalmente seis carriles, aunque en 1946 se añadieron dos carriles más. Aunque el nivel inferior formaba parte de los planes originales para el puente, no se abrió hasta el 29 de agosto de 1962. El nivel superior tiene una altura libre vertical de 14 pies (4,3 m), y todos los camiones y otros vehículos de gran tamaño deben utilizar el nivel superior. Los camiones están prohibidos en el nivel inferior, que tiene un espacio libre de 13,6 pies (4,1 m). Todos los carriles de ambos niveles tienen una anchura de 8 pies 6 pulgadas (2,6 m). Los vehículos que transporten materiales peligrosos (HAZMATs) tienen prohibido circular por el nivel inferior debido a su carácter cerrado. Los vehículos que transportan HAZMAT pueden utilizar el nivel superior, siempre que se ajusten a las estrictas directrices descritas en el "Libro Rojo" de la Autoridad Portuaria.
Hay dos aceras en el vano superior del puente, una a cada lado. Sin embargo, los ciclistas y peatones normalmente solo pueden utilizar la acera sur, ya que la acera norte suele estar cerrada. La acera norte se reabrió temporalmente en 2017 mientras se instalaba una valla temporal de prevención de suicidios en la acera sur, como preparación para la instalación de vallas permanentes en ambas aceras.
El puente George Washington mide 4760 pies (1450,8 m) de largo y tiene un vano principal de 3500 pies (1066,8 m). Teniendo en cuenta la altura del tablero inferior, el puente se extiende 212 pies (64,6 m) por encima de la pleamar media en su centro, y 195 pies (59,4 m) por encima de la pleamar media bajo el fondeadero de Nueva York. La luz principal del puente era la más larga del mundo en el momento de su inauguración en 1931, y era casi el doble de 1850 pies (563,9 m) que el anterior poseedor del récord, el puente Ambassador de Detroit. Mantuvo este título hasta la inauguración del Golden Gate Bridge en 1937. La finalización del puente George Washington demostró que los puentes colgantes más largos eran viables tanto física como económicamente. Antes de la construcción del puente, los ingenieros creían que la longitud de un vano colgante era un indicador importante de la viabilidad económica de un puente colgante.
La anchura total del puente George Washington es de 119 pies (36,3 m). Cuando se construyó el tablero superior, sólo tenía un grosor de 12 pies (3,7 m) sin ninguna armadura de refuerzo en los laterales, lo que daba como resultado un tablero con un peso de 1,100 libras por pie cuadrado (5,400 kg/m2)y una relación longitud/grosor de aproximadamente 350 a 1.. En la época en que se inauguró el puente George Washington, la mayoría de los vanos colgantes largos tenían cerchas de refuerzo en sus laterales, y los vanos tenían generalmente una relación longitud/espesor de 60 a 1, lo que se traducía en un peso de 13,000 a 14,000 libras por pie cuadrado (63,000 a 68,000 kg/m2) y un espesor equivalente al de un edificio de 11 plantas. Durante el proceso de planificación, Ammann diseñó el tablero basándose en la "teoría de la deflexión", una suposición aún no confirmada de que los tableros de suspensión más largos no necesitaban ser tan rígidos en proporción a su longitud, porque el peso del propio tablero más largo proporcionaría un contrapeso contra el movimiento del tablero. Esto ya lo había comprobado Leon Moisseiff cuando diseñó el Puente de Manhattan en 1909, aunque tenía menos de la mitad de longitud que el puente George Washington. Las vigas de refuerzo se excluyeron finalmente del diseño del puente George Washington para ahorrar dinero; en su lugar, se instaló un sistema de vigas de placa en la parte inferior del tablero superior. Esto proporcionó la rigidez necesaria para el tablero del puente, y se reprodujo en el tablero inferior durante su construcción. Las vigas de chapa bajo cada tablero, combinadas con un diseño de celosía abierta en el lado del puente que conectaba los tableros entre sí, dieron como resultado un vano aún más rígido capaz de resistir fuerzas de torsión.

### Cables

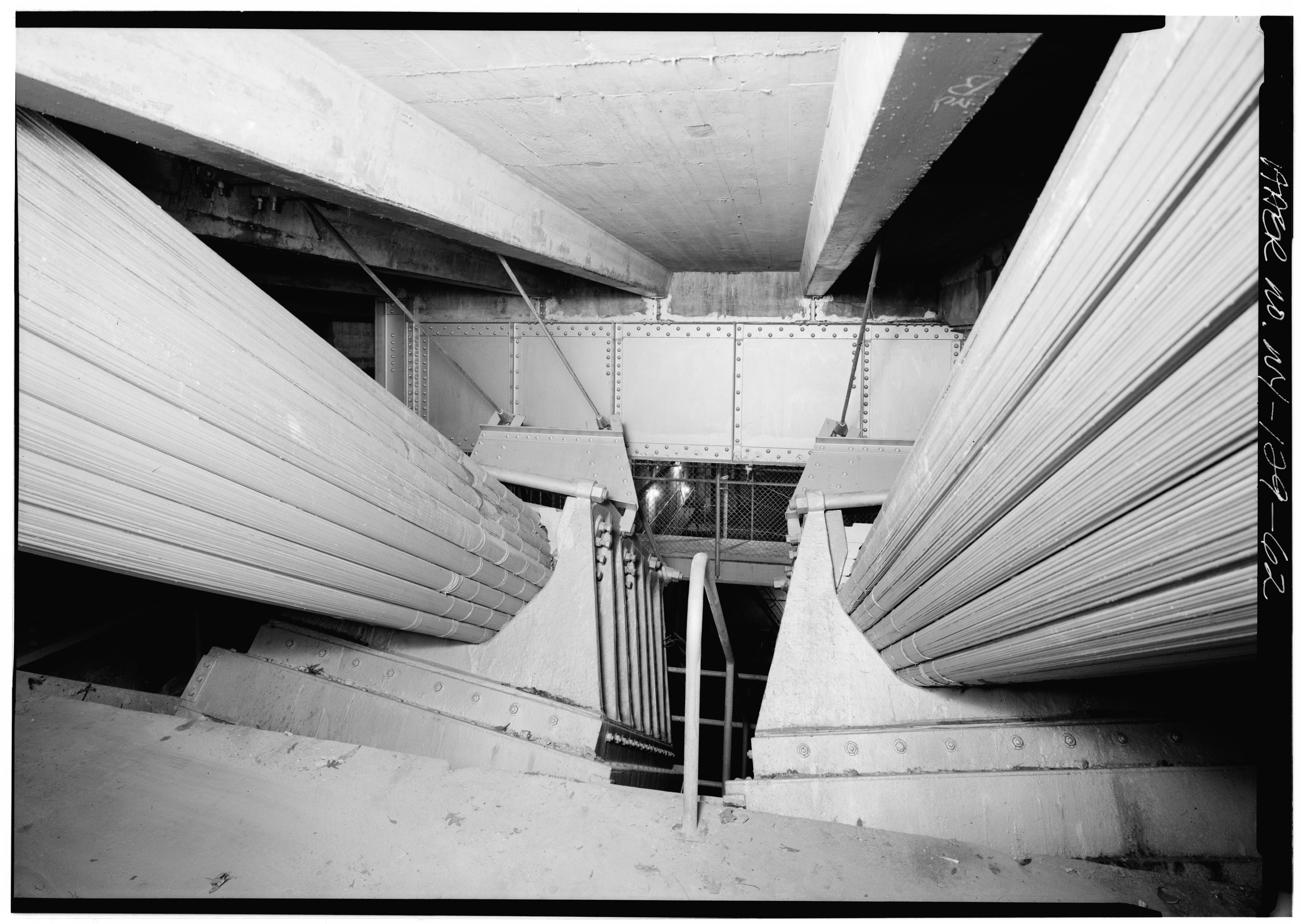
Detalle de los cables principales en el anclaje de Nueva Jersey.

El puente George Washington está sostenido por un total de 105.986 cables. Hay cuatro cables principales, que suspenden el tablero superior y están sostenidos por las torres de suspensión. Cada cable principal contiene 61 hilos, cada uno de ellos compuesto por 434 alambres individuales, lo que hace un total de 26.474 alambres por cable principal. Los cables estaban cubiertos por una funda de acero resistente a la intemperie. El puente utiliza un diseño de suspensión por cable, en el que los cables de suspensión verticales están unidos directamente a los cables principales y al tablero. Cada uno de los cables principales mide 3 pies (0,9 m) de diámetro.
Cada lado del puente contiene un anclaje para los cables principales. El anclaje del lado de Nueva York es una estructura de hormigón, mientras que el del lado de Nueva Jersey está perforado directamente en el acantilado de the Palisades. Originalmente, los extremos de los cables principales (en los anclajes) debían contener uno de varios diseños ornamentados, como un ala, una aleta, un neumático o incluso una estatua en el extremo de cada cable principal. Esto se eliminó posteriormente para ahorrar costes tras el inicio de la Gran Depresión en 1929.

### Torres de suspensión

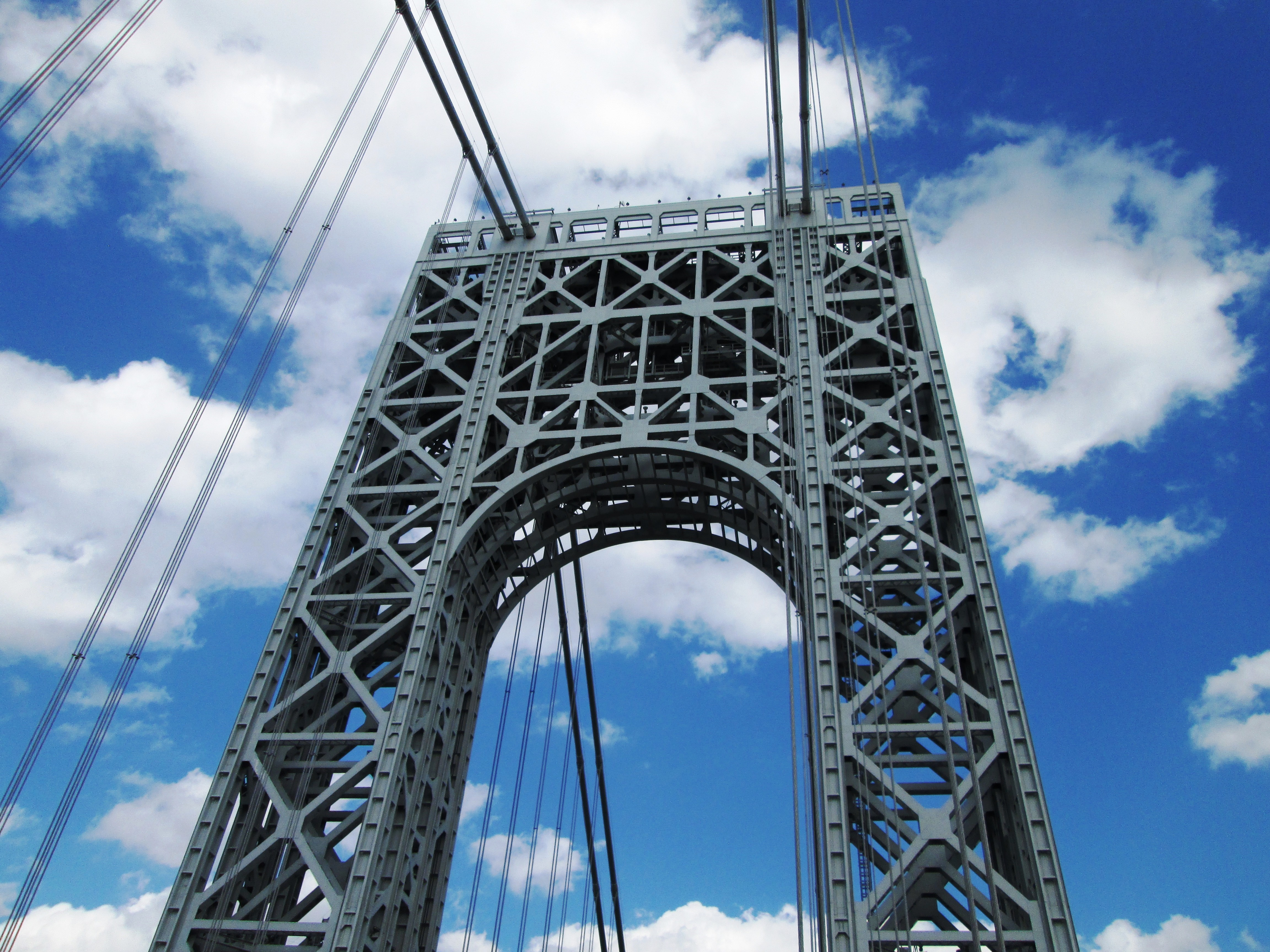
Vista de las torres de suspensión desde el piso superior

Las torres de suspensión a cada lado del río tienen cada una 604 pies (184,1 m) de altura. Están compuestas por secciones que pesan entre 37 y 40 toneladas cortas (33,0 y 35,7 LT) y contienen un total combinado de 475.000 remaches.. Cada puente tiene dos arcos, uno por encima y otro por debajo de los tableros.
El diseño original de las torres colgantes del puente George Washington preveía que estuvieran revestidas de hormigón y granito en un estilo Revival, similar al del puente de Brooklyn. Se suponía que el granito ayudaría a sostener la estructura de acero de las torres. Tras un examen más detallado de la ingeniería del puente propuesto, se descubrió que el acero por sí solo podía soportar las torres. Finalmente se decidió que la estructura de soporte de las torres debía ser totalmente de acero, y que el granito serviría sólo de fachada. Las torres también habrían contenido ascensor para llevar a los turistas a la parte superior de cada torre, con restaurantes y cubiertas de observación en los pináculos.
Las fachadas se pospusieron en 1929 durante la Gran Depresión, cuando el aumento de los costes de los materiales hizo inviable tal plan. Todo el peso del puente lo soportaba la estructura de acero, y la mampostería puramente decorativa pudo añadirse más tarde. Aunque las torres de acero se habían dejado así por razones de coste, las críticas estéticas a las torres de acero desnudas fueron favorables. Varios grupos, como el American Institute of Steel Construction, creían que cubrir la estructura de acero con mampostería sería engañoso y "fundamentalmente feo".
Las fachadas de mampostería y las cubiertas del observatorio finalmente no se construyeron; las torres de acero a la vista, con su distintivo arriostramiento entrecruzado, se convirtieron en una de las características más identificables del puente George Washington. Aunque el diseño de las torres de acero a la vista fue recibido negativamente por algunos críticos como Raymond Hood y William A. Boring, la acogida del público en la inauguración del puente fue en general positiva. El arquitecto suizo-francés Le Corbusier escribió sobre las torres: "La estructura es tan pura, tan resuelta, tan regular que aquí, por fin, la arquitectura de acero parece reír." Milton MacKaye escribió en The New Yorker que el puente George Washington había consagrado a Ammann como "uno de los inmortales de la ingeniería y el diseño de puentes, un genio". Después de que el puente George Washington se construyera con éxito sin torres de mampostería, Ammann no incorporó ninguna torre de mampostería en sus planos del puente. Ammann escribió que el "aspecto robusto y la distribución equilibrada del acero en las columnas y los tirantes" daban a las torres del puente "un buen aspecto, una apariencia pulcra".

### Bandera americana

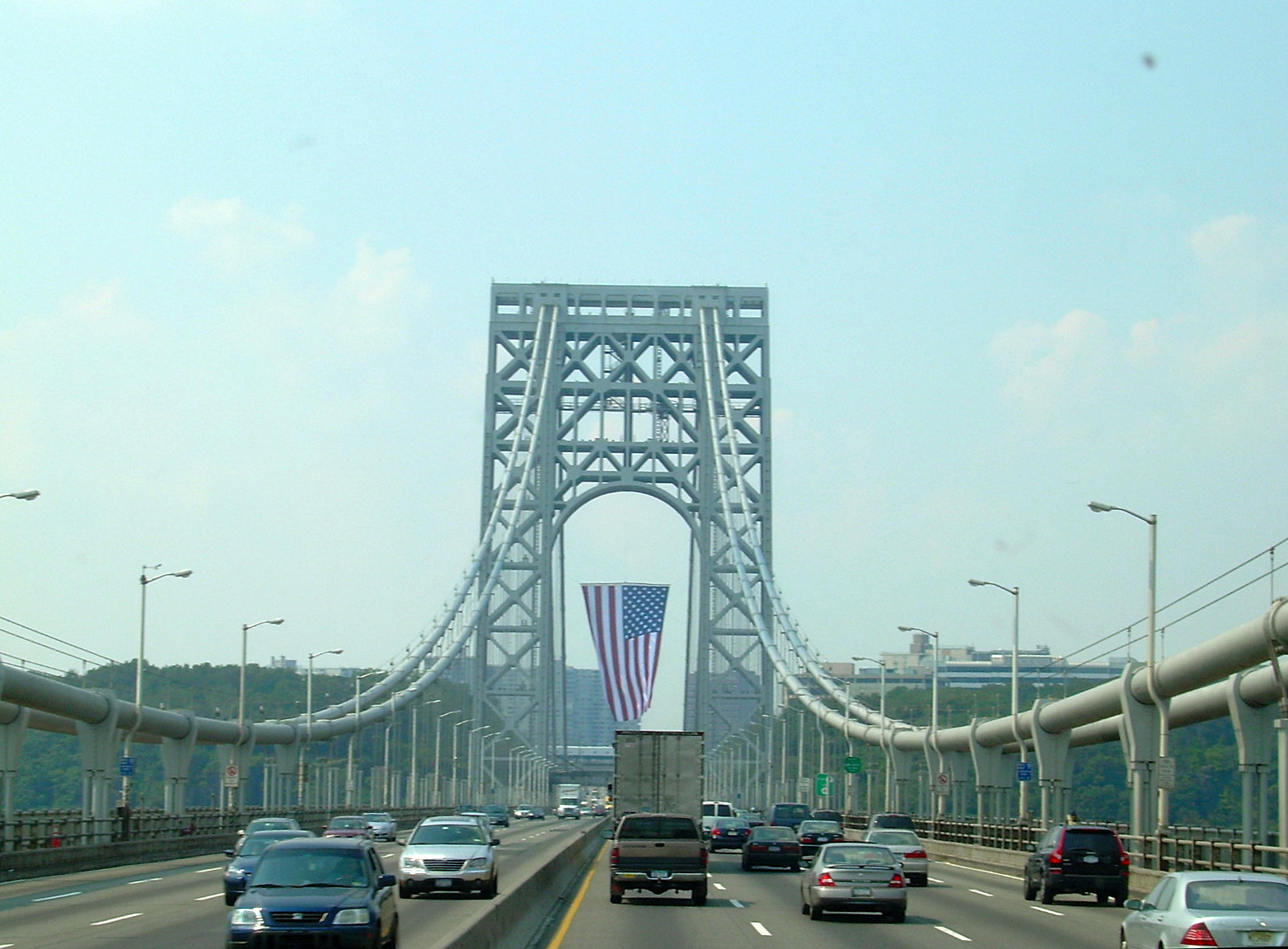
La bandera del puente George Washington vista desde el centro del tablero superior

Desde 1947 o 1948, en el puente ondea libremente la Bandera estadounidense más grande del mundo en la torre de Nueva Jersey. La bandera mide 90 pies (27 m) de largo, 60 pies (18 m) de ancho y 450 libras (204,1 kg). Hasta 1976, la bandera se sacaba de un garaje de Nueva Jersey y se izaba manualmente en las fiestas nacionales. Durante el bicentenario, se instaló un sistema de izado mecánico, y la bandera se almacenó a lo largo de las vigas del puente cuando no estaba en uso. Se iza en ocasiones especiales cuando el tiempo lo permite, y aparece el Día de Martin Luther King Jr., Día de los Presidentes, Memorial Day, Día de la Bandera, Día de la Independencia, Labor Day, Columbus Day, y Día de los Veteranos. Desde 2006, la bandera también se iza el 11 de septiembre de cada año, en honor a los fallecidos en los atentados del 11 de septiembre. En los eventos en los que se iza la bandera, las luces de la torre se encienden desde el atardecer hasta las 11:59 p. m.